# Mimosybra fergussoni
Mimosybra fergussoni är en skalbaggsart som beskrevs av Stefan von Breuning 1970. Mimosybra fergussoni ingår i släktet Mimosybra och familjen långhorningar. Inga underarter finns listade i Catalogue of Life.